# Plaza Manuel Belgrano
Plaza Manuel Belgrano är en park i Argentina.   Den ligger i provinsen Córdoba, i den centrala delen av landet, 700 km nordväst om huvudstaden Buenos Aires. Plaza Manuel Belgrano ligger 414 meter över havet.
Terrängen runt Plaza Manuel Belgrano är platt, och sluttar österut. Runt Plaza Manuel Belgrano är det mycket tätbefolkat, med 2 345 invånare per kvadratkilometer.. Närmaste större samhälle är Córdoba, 1,6 km sydväst om Plaza Manuel Belgrano.
Runt Plaza Manuel Belgrano är det i huvudsak tätbebyggt.